# Erzbistum Saint-Pierre et Fort-de-France
Das Erzbistum Saint-Pierre und Fort-de-France (lateinisch Archidioecesis Arcis Gallicae et S. Petri o Martinicensis) ist ein auf Martinique, Frankreich, gelegenes Erzbistum der römisch-katholischen Kirche. Metropolitansitz ist Fort-de-France, mit etwa 90.000 Einwohnern zugleich eine der größten Städte der Kleinen Antillen.

## Geschichte
1850 wurde das Bistum als Bistum Martinique durch Papst Pius IX. gegründet und dem Erzbistum Bordeaux als Suffragan unterstellt; erster Bischof war Etienne Jean François Le Herpeur. 1967 wurde das Bistum durch Papst Paul VI. zum Erzbistum Saint-Pierre et Fort-de-France erhoben. Erster Erzbischof war Henri-Marie-François Varin de la Brunelière CSSp.
Als Suffragan zugeordnet zum Erzbistum Saint-Pierre et Fort-de-France ist das Bistum Basse-Terre et Pointe-à-Pitre sowie das Bistum Cayenne.

## Ordinarien
- Etienne Jean François Le Herpeur (1850–1858)
- Louis-Martin Porchez (1858–1860)
- Amand-Joseph Fava (1871–1875), dann Bischof von Grenoble
- Julien-François-Pierre Carmené (1875–1897)
- Étienne-Joseph-Frédéric Tanoux (1898–1899)
- Maurice-Charles-Alfred de Cormont (1899–1911), dann Bischof von Aire et Dax
- Joseph Félix François Malleret CSSp (1912–1914)
- Paul-Louis-Joseph Lequien (1915–1941)
- Henri-Marie-François Varin de la Brunelière CSSp (1941–1972)
- Maurice Marie-Sainte (1972–2004)
- Michel Méranville (2003–2015)
- David Macaire OP (seit 2015)